# Alden Sanborn
Alden Reamer "Zeke" Sanborn (født 22. maj 1899 i Jefferson, Wisconsin, død 1. december 1991) var en amerikansk roer, olympisk guldvinder og søofficer.

## Rokarriere
Sanborn roede, mens han gik på det amerikanske flådeakademi i Annapolis, og dette akademis otter blev udtaget til OL 1920 i Antwerpen. Besætningen bestod ud over Sanborn af Virgil Jacomini, Ed Graves, Bill Jordan, Ed Moore, Don Johnston, Vince Gallagher, Clyde King og styrmand Sherm Clark, og amerikanerne vandt deres indledende heat og semifinalen sikkert. I finalen mødte de den britiske båd, der ligeledes var gået ret sikkert til finalen, og efter at briterne var startet bedst og havde en klar føring midtvejs, men med 300 m tilbage satte amerikanerne deres sprint ind og indhentede briterne med 50 m tilbage og vandt med under et sekunds forspring.

## Videre karriere
Han fik sin eksamen fra akademiet i 1922, og studerede derpå til ingeniør på MIT og fik en mastergrad i 1928. Han forblev dog samtidig i flåden og fik en karriere som officer her, indtil han blev pensioneret i 1951. Herefter blev han salgsingeniør for Wright Aeronautical Corporation.

## OL-medaljer
- 1920:  Guld i otter